# Ablautus californicus
Ablautus californicus är en tvåvingeart som beskrevs av Wilcox 1935. Ablautus californicus ingår i släktet Ablautus och familjen rovflugor. Inga underarter finns listade i Catalogue of Life.